# 許容
| ウィキペディアには「許容」という見出しの百科事典記事はありません（タイトルに「許容」を含むページの一覧/「許容」で始まるページの一覧）。 代わりにウィクショナリーのページ「許容」が役に立つかもしれません。 |